# تیراندازی نیروهای انتظامی به آرزو بدری
آرزو بدری، شهروند ایرانی ۳۱ ساله است که به دلیل عدم رعایت حجاب اجباری، در شامگاه دوم مرداد ۱۴۰۳ در شهر نور (مازندران)، هدف تیراندازی نیروهای فرماندهی انتظامی جمهوری اسلامی ایران قرار گرفت و دچار آسیب نخاعی شد. آرزو بدری مادر دو فرزند است.

## شرح رویداد
در روز دوم مرداد ۱۴۰۳ به آرزو بدری، که خودروی او در رابطه با مقررات حجاب اجباری در فهرست توقیف بود، توسط پلیس تیراندازی شد. پلیس تلاش کرد بدری را دستگیر کند و به همین منظور به سوی او شلیک کرد. یکی از گلوله‌هایی که پلیس شلیک کرد به بدری اصابت کرد و او در وضعیت وخیم به بیمارستان «امام خمینی نور» منتقل شد.
روز بعد بدری به اورژانس بیمارستان امام خمینی ساری منتقل شد. در بیمارستان آسیب گلوله به نخاع تشخیص داده شد. بدری در کما و تحت نظر در بخش مراقبت‌های ویژه قرار دارد. پس از یک هفته، به بیمارستان ولی‌عصر تهران منتقل شد که در آنجا تحت تدابیر امنیتی شدید قرار دارد. مأموران تنها به اعضای نزدیک خانواده اجازه می‌دهند برای چند دقیقه و بدون تلفن همراه یا دوربین وارد اتاق او شوند.
سازمان حقوق بشری «هه‌نگاو» ۲۵ مرداد گزارش داد که وضعیت جسمانی آرزو بدری، وخیم‌تر شده است و خانواده او برای تکرار روایت حکومت از این واقعه و اعتراف اجباری تلویزیونی تحت فشار قرار دارند.

### تأیید شلیک به آرزو بدری توسط پلیس
در ۲ مرداد فرمانده پلیس نور گفت که «بی‌توجهی سرنشینان یک خودروی سواری به ایست پلیس منجر به تیراندازی مأموران انتظامی در راستای قانون به‌کارگیری سلاح شده است.»
شنبه، ۲۰ مرداد فرماندهی انتظامی استان مازندران با انتشار اطلاعیه‌ای تأیید کرد که آرزو بدری در پی تیراندازی پلیس شهرستان نور مصدوم و در بیمارستان بستری است. در این بیانیه اعلام شد که خودروی وی یک پراید ۱۱۱ بود که ساعت ۲۳ شب اول مرداد «با استفاده از قانون به‌کارگیری سلاح» متوقف شد. در همین راستا پلیس مقصر این حادثه را نه پرسنل خود که شهروند حادثه‌دیده دانسته و اعلام کرد او در حال فرار از دست پلیس بود. رئیس سازمان قضایی نیروهای مسلح از صدور قرار «بازداشت موقت» برای «ضارب» آرزو بدری خبر داد.

## فلج شدن
در ۷ دی ۱۴۰۳، «بی‌بی‌سی فارسی» به ادعای خود «به نقل از یک منبع آگاه» اعلام کرد که آرزو بدری به تأیید پزشکان از کمر به پایین فلج شده است. بی‌بی‌سی همچنین اعلام کرد که مأموران امنیتی برای گرفتن رضایت از بدری، به روش‌های مختلفی از جمله تهدید به دستگیری، و پیشنهاد پرداخت پول به خانواده او متوسل شدند.

### واکنش‌ها
- در ۷ دی ۱۴۰۳، مسیح علی‌نژاد خبرنگار، این واقعه را نمونه‌ای از سرکوب سیستماتیک زنان توسط نظام جمهوری اسلامی ایران دانست و آن را مصداق «آپارتاید جنسیتی» عنوان کرد.[۱۰][۱۱]
- در ۸ دی ۱۴۰۳، پگاه بنی‌هاشمی، پژوهشگر حقوق در گفتگو با «ایران اینترنشنال» ادعا کرد نیروی انتظامی، خانواده بدری را تحت فشار قرار داد که چنانچه پیرامون وضعیت آرزو بدری اطلاع‌رسانی کنند، مخارج بیمارستان که به گفته بنی‌هاشمی، بسیار گران است را نیروی انتظامی پرداخت نخواهد کرد، و در این رابطه، همکاری صورت نخواهد گرفت.[۱۲]